# Reprezentacja Rosji w futsalu mężczyzn
Reprezentacja Rosji w futsalu – zespół futsalowy, biorący udział w imieniu Rosji w meczach i sportowych imprezach międzynarodowych, powoływany przez selekcjonera, w którym mogą występować wyłącznie zawodnicy posiadający obywatelstwo rosyjskie. Za jego funkcjonowanie odpowiedzialny jest Rossijskij futbolnyj sojuz.
28 lutego 2022, zgodnie z zaleceniem Międzynarodowego Komitetu Olimpijskiego, FIFA i UEFA zawiesiły prawa Rosji do udziału w ich rozgrywkach. Rosyjska Federacja Piłki Nożnej bezskutecznie odwołała się od zakazów FIFA i UEFA do Sportowego Sądu Arbitrażowego.

## Udział w mistrzostwach świata
- 1992 – 1. runda
- 1996 – 3. miejsce
- 2000 – 4. miejsce
- 2004 – nie zakwalifikowała się
- 2008 – 4. miejsce
- 2012 – ćwierćfinał
- 2016 – 2. miejsce
- 2021 – ćwierćfinał (jako RFU[3])
- 2024 – wykluczenie z eliminacji, w związku z inwazją Rosji na Ukrainę[1]

## Udział w mistrzostwach Europy
- 1996 – 2. miejsce
- 1999 – mistrzostwo
- 2001 – 3. miejsce
- 2003 – 1. runda
- 2005 – 2. miejsce
- 2007 – 3. miejsce
- 2010 – Ćwierćfinał
- 2012 – 2. miejsce
- 2014 – 2. miejsce
- 2016 – 2. miejsce
- 2018 – 3. miejsce
- 2022 – 2. miejsce